# Wasyl Bajus
Wasyl Bajus (ur. bd., zm. w 1652 w Preszowie) – zbójnik (tołhaj) pochodzenia łemkowskiego.

## Życiorys
Pochodził z Leszczyn. Jak wynika z informacji na temat jego kompana, Andrzeja Sawki, najprawdopodobniej od lat 30. XVII wieku dowodził oddziałem zbójnickim, działającym na obszarze od Bardejowa po Gorlice. W latach 40. XVIII wieku jego banda dokonała napadów m.in. na dwory w Januszkowicach, Siarach i Ropie. Wielokrotnie nękała dwór starosty bieckiego, Jana Wielopolskiego w Kobylance. Wedle legendy, napady miały ustać, gdy w kaplicy dworskiej pojawił się obraz – wierna kopia watykańskiego Chrystusa na Krzyżu, którą starosta otrzymał w darze od papieża Innocentego XI (w rzeczywistości obraz trafił do Kobylanki już po śmierci zbójnika). O sile bandy Bajusa świadczy fakt, że gdy sądzono w Muszynie jego podwładnych - Wasyla Petrowskiego i jego syna Iwana - zbójnik groził spaleniem miasta.
Na początku 1648 roku starosta Wielopolski wystawił przeciwko zbójnikowi oddział wojskowy pod dowództwem Rozgowskiego i Żylicza, który zbrojnie wyparł jego oddział na południe. Bajus ukrył się na Zakarpaciu, przez co nie brał udziału m.in. w spotkaniu przywódców zbójnickich, jakie miało miejsce wiosną 1649 roku w Barwinku. Na tereny obecnej Polski powrócił w 1651 roku, podczas chłopskiego powstania Kostki-Napierskiego. Po upadku powstania wraz z Andrzejem Sawką zajął się zbójeckim rzemiosłem. Obaj dowodzili oddziałem, do którego przyłączyły się grupy Hrycia Krywego i Konrada Korbuta. Zimą 1652 roku w Roztokach miała miejsce potyczka zbójników z wojskiem, wskutek której ci pierwsi musieli wycofać się na stronę węgierską. Tam złapano kilku z nich, w tym Bajusa, którego osądzono i stracono w Preszowie.